# The Trouble with Bliss
The Trouble with Bliss, es una comedia dramática estadounidense basada en la novela debut de Douglas Light "East Fifth Bliss", y adaptada al cine por Douglas Light & Michael Knowles, su estreno se realizó en el Newport Beach Film Festival 2011 como Filme de apertura de la noche; cuenta la historia de un torpe introvertido sin ingresos, sin personalidad, y sin aspectos o perspectivas interesantes, sin embargo, se las arregla para ser la cuerdo entre las personas que son más inteligentes y más atractivas.

## Sinopsis
Esta historia trata acerca de Morris Bliss (Michael C. Hall) un desempleado de 35 años de edad quien se sujeta en las fauces de la inercia de Nueva York, él quiere viajar por todo el mundo pero no tiene dinero; necesita trabajo pero no tiene posibilidades de ello, Morris aún comparte un apartamento con su padre viudo (Peter Fonda), quien trata a Morris con desdén y exasperación ya que no puede hacer simples tareas del hogar como ir al supermercado; y quizás lo peor de todo fue la prematura muerte de su madre que aún persiste y ha dejado a Bliss emocionalmente estancado. Aunque se encuentre en una patética situación, Morris tiene a su alrededor a mucha gente interesada en él. NJ (Chris Messina) vive una vida de aventura e intriga pero siempre es muy moderado para prohibir a Morris que se compre una cerveza.
Cuando Morris se encuentra a sí mismo envuelto en una extraña relación con la sexualmente precoz hija (Brie Larson de 18 años de un viejo compañero (Brad William Henke) de la secundaria y las insinuaciones de su muy atrevida vecina (Lucy Liu).Morris rápidamente descubre que aunque su vida se está desmoronando, también está abriéndose a caminos que están muy atrasados.

## Premios y nominaciones
- San Diego Film Festival - Mejor película (2004)- Ganadora
- Woodstock Film Festival - Mejor película narrativa - Nominada
- Woodstock Film Festival - Mejor Edición - Nominada
- Newport Beach Film Festival - Filme de apertura de la noche
- Naples International Film Festival - Filme de apertura de la noche
- Napa International Film Festival - Proyección Especial
- Cine-World Film Festival - Selección Oficial
- Port Townsend Film Festival - Proyección Especial
- Bend Film Festival - Selección Oficial
- Black Bear Film Festival - Selección Oficial
- Salem Film Festival - Selección Oficial
- Santa Rosa International Film Festival - Selección Oficial
- Twin Cities Film Festival - Selección Oficial[2]